# Stepan Nikolaevič Chalturin
Stepan Nikolaevič Chalturin, in russo Степан Николаевич Халтурин? (Chalevinskaja, 2 gennaio 1857 – Odessa, 3 aprile 1882), è stato un rivoluzionario russo, pioniere del movimento operaio, autore il 17 febbraio 1880 di un'esplosione nel Palazzo d'Inverno, e, dopo l'attentato che uccise lo zar Alessandro II, membro del Comitato esecutivo di Narodnaja volja. Grazie al suo impegno nella lotta per l'emancipazione del proletariato, è stato celebrato in epoca sovietica.

## Biografia

### Gli anni della formazione

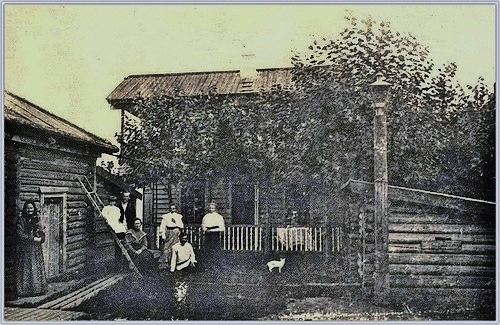
La casa natale di Stepan Chalturin intorno al 1930

Stepan Chalturin nacque il 21 dicembre 1856 (2 gennaio 1857) a Chalevinskaja, un villaggio della contea di Orlov, governatorato di Vjatka, in una famiglia di contadini di stato. Era l'ultimo dei sette figli di Nikolaj Nikiforovič e di Aksin'ja Afanas'evna Chalturin. Il padre, uomo irascibile e buon imprenditore, era riuscito a incrementare il reddito che gli veniva dal suo fondo con il commercio di funghi secchi, bacche essiccate, e pane. La madre era invece una donna molto mite, dalla quale Stepan, secondo suo fratello Pavel, aveva ereditato le maniere cortesi e la dolcezza. Non a caso gli piaceva suonare l'armonica, e la suonava bene. Questi tratti caratteriali, d'altronde, gli sono riconosciuti anche da Georgij Plechanov che lo incontrò anni dopo: «Nel suo modo di fare colpiva soprattutto per la sua gentilezza ritrosa, quasi femminile. Parlandovi sembrava vergognarsi, come temesse d'offendervi con qualche parola fuori posto, o con l'espressione troppo netta della sua opinione».
Chalturin imparò a leggere e scrivere dal diacono del suo borgo natio, e nel 1868 iniziò un corso regolare di studi a Orlov, nell'unico istituto scolastico esistente. Pieno di entusiasmo e di buona volontà, concluse il primo anno con un premio per l'ottimo profitto; l'anno successivo, però, non superò la sufficienza. Il calo di rendimento era dovuto al fatto che il ragazzo, non riuscendo a vedere soddisfatto dalle lezioni il variegato spettro dei propri interessi, leggeva tutto quel che gli offriva la biblioteca locale, spesso a scapito delle materie scolastiche. Alla fine del terzo anno, concluso senza infamia e senza lode, conseguì l'attestato che certificava il completamento del ciclo di insegnamento primario. Era il luglio del 1871 e Stepan tornò a casa. Suo padre sperava di farne un buon fattore, ma egli aveva frequentato a Orlov alcuni carpentieri, maestri di fama e, poiché tra i Chalturin era viva anche la tradizione artigianale, fece intendere al genitore che voleva seguire l'esempio del nonno e dello zio, ed essere, come loro, un bravo falegname.

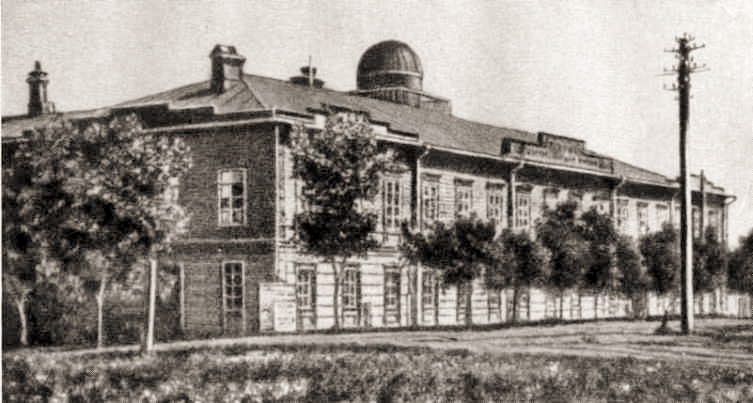
La scuola dello zemstvo di Vjatka

Nel 1872, su iniziativa dello zemstvo del governatorato di Vjatka, fu fondata una scuola secondaria con lo scopo di favorire l'istruzione pubblica e di curare, al termine di un corso quadriennale, la formazione dei docenti nei settori tecnici e in agronomia. Era un eccellente istituto, con un corpo studentesco interclassista che abbracciava figli di contadini, mercanti, chierici, e funzionari, una compagine di educatori che si potrebbe definire progressista, e un programma di studi versatile, aperto alla vita moderna, in grado di trasmettere un'efficace infarinatura di cultura generale e, al contempo, di insegnare un mestiere. Questa scuola d'avanguardia ospitava, infatti, una serie di laboratori nei quali gli studenti facevano, secondo le proprie inclinazioni, tirocinio in falegnameria, meccanica, idraulica, scienze agricole, metallurgia, e artigianato. Chalturin, che riteneva una buona istruzione il necessario complemento del lavoro manuale, vi entrò nel settembre del 1874 e in un anno di frequenza, per la sua bravura con il legno, si guadagnò l'appellativo di «Stepan mani d'oro», essendo già stato avviato alla professione di carpentiere dallo zio, nella cui bottega aveva lavorato quando le occupazioni agresti gliel'avevano consentito. Diverrà uno specialista nella lucidatura e verniciatura del legno, e nella preparazione delle vernici, nonché un meccanico qualificato.
Tra il settembre del 1874 e il luglio del 1875 Chalturin visitò la biblioteca di Vjatka 30 volte e prese in prestito 92 libri. Dai titoli scelti si evince che leggeva indistintamente sia slavofili come Dostoevskij e Grigorovič, che scrittori di tendenza occidentalista come Turgenev, che aveva una predilezione per il romanzo storico — amava in particolare Lažečnikov (1792-1869), l'iniziatore del genere in Russia — e per gli autori francesi, Hugo e Balzac in testa.
Naturalmente l'interesse di Chalturin per i libri finì ben presto per gravitare intorno alla letteratura illegale, introdotta nel governatorato di Vjatka, dagli anni '60 terra di confino, dai numerosi esuli politici, che si calcola siano stati nel triennio 1875-1878 più di quattrocento. Con uno di questi, Evpinogor Il'ič Voznesenskij, sodale di Karakozov, il dodicenne Stepan aveva stretto amicizia nel 1869, allorché era giunto esule a Orlov. Sarà lui a dargli in lettura i primi libri proibiti.

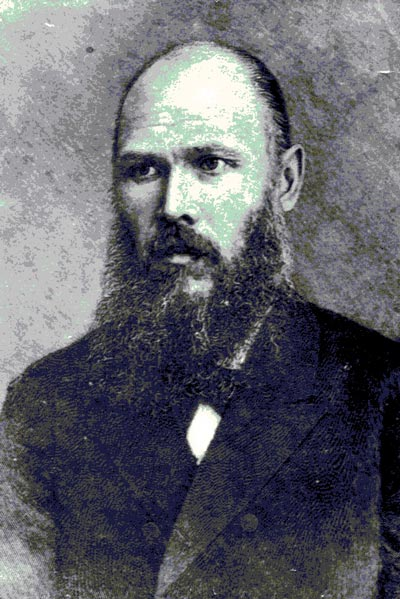
Florentij Pavlenkov

Uno di quelli che più contribuì al risveglio della locale intelligencija è stato Florentij Pavlenkov (1839-1900). Editore di primo piano, amico di Černyševskij, Dobroljubov, Michajlov (1829-1865), le colonne del «Sovremennik», (il Contemporaneo) di Nekrasov, Pavlenkov era stato processato e assolto per avere pubblicato le opere dello scrittore nichilista Pisarev, ma poi immediatamente arrestato quando pronunciò ai funerali di questi un appassionato discorso. Imprigionato per quasi un anno nella fortezza Pietro e Paolo, era stato quindi esiliato a Vjatka nel 1869, e qui avrebbe soggiornato per otto anni. I rapporti della gendarmeria riferiscono che spesso gli studenti erano invitati a casa sua per essere indottrinati con libri antigovernativi. Il 12 settembre 1874, l'abitazione di Pavlenkov fu perquisita e gli furono sequestrate una settantina di lettere di suoi amici esuli, circostanza che lo fece condannare a un anno di prigione.
Il seme però era stato gettato e i circoli rivoluzionari si moltiplicarono. Nel cerchio della gioventù che leggeva le Lettere storiche di Lavrov, opera nella quale è espresso il concetto del debito contratto dalle classi privilegiate verso i lavoratori della terra, che pose le fondamenta teoriche dell'«andata nel popolo», e La condizione della classe operaia di Bervi-Flerovskij, uno scritto pubblicato legalmente nel 1869 e vietato dopo il suo imprevisto successo, Chalturin entrò poco dopo essere arrivato a Vjatka. Il suo nome compare nelle liste dei partecipanti a queste riunioni che si tenevano ora nelle abitazioni degli esuli, specie in quella di Troščanskij (1843-1898), ora in quelle degli studenti. Le autorità intensificarono la sorveglianza e le perquisizioni. Tra il materiale sequestrato figurano: copie della rivista anarchica stampata a Ginevra «Narodnoe delo» (La causa popolare), introdotte nell'area di Vjatka da Troščanskij, La guerra civile in Francia, l'opuscolo in cui Marx fa la storia della Comune di Parigi del 1871, monografie sulla Rivoluzione francese e trattati sul positivismo.
La lettura, legale e non, portò l'adolescente Stepan a guardare la realtà intorno a sé con occhio attento e critico. Pur provenendo da una famiglia contadina agiata, non poteva misconoscere i guasti provocati dalla riforma del 1861, i cui costi erano stati pagati da coloro che si diceva fossero stati liberati. Gli ex servi, che avevano dovuto riscattare la terra da coltivare, spesso insufficiente e di qualità scadente, erano schiacciati dai debiti e impossibilitati a nutrirsi sufficientemente. Nel governatorato di Vjatka, negli anni '60, si erano registrate duecentoventi rivolte e la drastica diminuzione del periodo seguente fu dovuta principalmente all'adozione di energiche misure repressive. Né Chalturin poteva ignorare il grido di protesta lanciato dall'ancora scarsa popolazione operaia: a Orlov, nel 1871, erano entrati in sciopero i lavoratori delle ferriere e degli impianti chimici.
Nell'estate del 1875, quando le autorità posero fine alle attività illegali degli studenti con una serie di arresti, e la scuola di Vjatka intraprese la via del graduale inserimento nei ranghi di un «normale» istituto, Chalturin risolse di interrompere gli studi e di partire con due suoi amici per il Nuovo Mondo, dove avrebbero costituito una comune agricola.

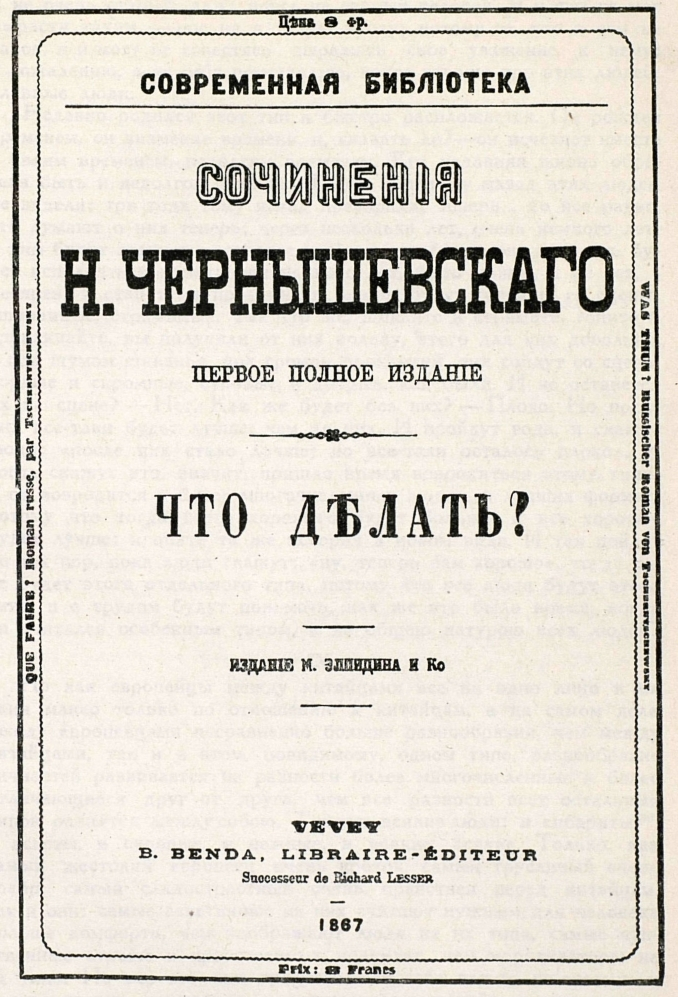
Copertina di Che fare? nell'edizione pubblicata a Ginevra nel 1867

In Russia questa era, all'epoca, un'idea alla moda tra i giovani amanti della libertà che volevano realizzare il modello economico proposto da Černyševskij nel suo Che fare? Esso consisteva nell'organizzare associazioni collettivistiche, artigianali e industriali, — le cosiddette cooperative — nelle quali distribuire il profitto equamente tra i membri e attuare processi educativi interni alla produzione stessa, sì da promuovere la crescita spirituale dell'individuo, insieme autore e consumatore del bene creato. E gli Stati Uniti, in quanto paese di tradizione democratica fin dalla sua fondazione, rappresentavano il palcoscenico ideale per tentare l'esperimento della comune produttiva. Nell'estate del 1874, lo stesso Nikolaj Čajkovskij (1850/51-1926), colui che diede il nome al movimento che proprio allora si apprestava ad andare nel popolo, era approdato in Kansas, dopo una parentesi in Europa, animato dal medesimo proposito. Eppure era utopistico credere che, nonostante le libertà politiche garantite negli Stati Uniti, una comunità socialista potesse sopravvivere a lungo in una realtà governata per intero da rapporti economici di tipo capitalistico.
Nikolaj Nikiforovič Chalturin era morto improvvisamente nella primavera del '75 e poiché le questioni relative all'eredità da dividersi tra sette figli procedevano a rilento, Stepan, desideroso di emigrare in America, preferì rinunciarvi a favore dei fratelli e accontentarsi di una modesta somma in contanti, un migliaio circa di rubli. Il 18 (30) giugno presentò al governatore di Vjatka una petizione in cui chiedeva il passaporto per la Germania, più facile da ottenere di quello per gli Stati Uniti, tanto una volta fuori dalla Russia si poteva sempre, con qualche sotterfugio, cambiare destinazione, al fine di studiare la conduzione delle aziende agricole tedesche e provare poi ad applicare i nuovi metodi in patria. Il 25 luglio (6 agosto) ricevette il passaporto e, di lì a poco, partì.
A Chalturin e ai suoi due amici si era aggregato un quarto viaggiatore, Fëdor Selantin, un avventuriero confinato a Vjatka perché bigamo, ma che aveva dato a intendere di essere un esule politico per guadagnarsi l'ammirazione dei giovani. L'uomo, volendo unirsi alla compagnia in partenza, aveva assicurato di avere scontato la sua pena e che ai documenti e al denaro avrebbe provveduto una ricca zia di Rjazan'. Quando giunsero a Mosca, Selantin, adducendo di non sentirsi bene, convinse Stepan a recarsi con il treno a Rjazan', da sua zia, gli scrisse l'indirizzo su un foglietto e si fece consegnare il passaporto per evitare — gli spiegò — che qualche vagabondo glielo rubasse lungo la via. Stepan subodorò l'inganno solo a Rjazan', dove nessuno conosceva Selantin. Di ritorno a Mosca, scoprì che i suoi amici erano partiti per San Pietroburgo. Selantin aveva infatti raccontato loro che Stepan era stato arrestato sotto i suoi occhi alla stazione, che ormai era compromesso e non si poteva aiutarlo. Sfumato il sogno di andare in America, solo, senza soldi, giacché il migliaio di rubli depositato nella cassa comune s'era anch'esso volatilizzato, Chalturin non volle tornare a casa, sebbene la famiglia, informata della situazione, glielo avesse chiesto. Lavorò, invece, alle officine ferroviarie di Mosca e guadagnò lo stretto necessario che gli avrebbe consentito di essere a San Pietroburgo già a settembre.

### Qualche nota introduttiva sulla nascita del movimento operaio a San Pietroburgo
La totale assenza dei diritti politici era un male che il giovane proletariato russo condivideva con le altre classi, ma esso aveva da soffrire anche per lo sfruttamento cui lo asserviva il capitalismo in ascesa. La giornata di lavoro, che durante il regno di Caterina II non superava le dieci ore, si era attestata intorno alle tredici, con punte che toccavano le diciassette, in alcune fabbriche tessili. Il salario realmente percepito era tra i più bassi d'Europa, giacché in Russia era consolidato il regime delle multe, che puniva l'operaio alla minima infrazione, vera o presunta. Alta era infine la percentuale del lavoro minorile e femminile, essendo donne e bambini categorie sottopagate. A San Pietroburgo, la città più industrializzata del paese, la situazione era solo leggermente migliore: se la giornata di lavoro variava dalle dieci alle tredici ore, era pure vero che il margine appena superiore dello stipendio riscosso, veniva corroso dalle esose spese di vitto e alloggio.

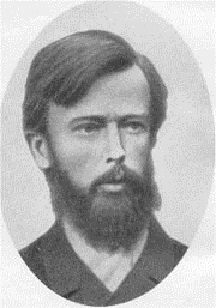
Nikolaj Čarušin

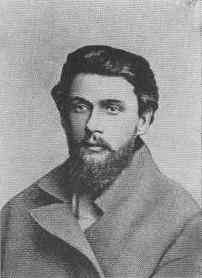
Sergej Sinegub

Il pensiero socialista era penetrato nelle fabbriche già negli anni '60 con le scuole domenicali, nome altisonante per indicare luoghi di fortuna nei quali i populisti facevano una timida propaganda, mentre insegnavano a leggere e a scrivere a decine di operai avidi di imparare qualcosa. Ma questi primi approcci dell'intelligencija con i lavoratori urbani, comunque rapidamente soffocati dalla polizia, erano motivati più che altro dalla volontà di combattere l'elevato tasso di analfabetismo.
Una più capillare e razionale diffusione delle nuove idee si ebbe nei primi anni '70, con la crescita numerica della popolazione operaia seguita allo sviluppo industriale. I čajkovcy, meno i seguaci di Lavrov, cercavano tra gli operai gli elementi ancora legati allo stile di vita e alla mentalità del villaggio per farne dei propagandisti nelle campagne, spazio privilegiato della loro attività. Nella contrapposizione tra fabbriche, generalmente tessili, e officine meccaniche, i čajkovcy non avevano dubbi nello scegliere le prime, giudicando i metallurgici, anche dal loro modo di vestire, troppo cittadini.
Il successo ottenuto tra i lavoratori non qualificati, persuase i čajkovcy che fosse il caso di preparare qualcuno di loro a fare proselitismo in questo particolare tipo di ambiente. Così fu fatto, e si costituì un gruppo d'una decina di rivoluzionari, ognuno dei quali si mise in contatto con 3-5 operai, diretto da Nikolaj Čarušin (1851/52-1937) e Sergej Sinegub (1851-1907), l'uno responsabile nel quartiere di Vyborg, l'altro nella barriera della Neva. L'apice dell'attività si ebbe a cavallo tra il 1872 e il 1873, con la creazione di una biblioteca, che gli operai erano disposti a finanziare prelevando il 2% dal loro salario, di comuni dove potevano abitare insieme, e, tra le maestranze dell'officina delle munizioni, di una cassa di mutuo soccorso, una prima eccezione fatta dai čajkovcy alla regola di preferire, nella propaganda, gli strati meno specializzati. Alla fine del 1873 un'ondata di arresti, che coinvolse anche Čarušin, poi giudicato nel processo dei 193, portò all'abbandono di ogni iniziativa. Due furono i contraccolpi della repressione: la massiccia ritirata dei populisti nelle campagne, e l'insorgere negli operai dell'ambizione a gestire in assoluta autonomia i propri affari, prodromo di una coscienza di classe in via di sviluppo.
Per quasi tutta la prima metà degli anni '70, sia nei grandi impianti meccanici che nelle manifatture tessili, ci furono delle agitazioni provocate, di solito, dai bassi stipendi o dal ritardo nei pagamenti. Per schiacciare lo sciopero del 1872 nel cotonificio sulla Neva, la direzione aveva chiesto l'intervento delle truppe. Era la prima volta che accadeva, e da allora sarebbe divenuta una pratica piuttosto frequente. Una élite di operai rivoluzionari in grado di esprimere opinioni politiche, di comprendere la necessità di confrontare le reciproche esperienze di lavoro, di discutere il modo di migliorare una condizione di vita che sentivano ingiusta, si era formata e cominciava a organizzarsi in segreto.
Quando il non ancora diciannovenne Chalturin mise piede a San Pietroburgo, molti degli operai socialisti venuti alla ribalta negli anni immediatamente precedenti erano in galera o deportati, ma già una nuova leva, nella quale avrebbe trovato alcuni tra i suoi più stretti collaboratori, era pronta.

### L'«Unione settentrionale degli operai russi»
(Brano conclusivo del programma dell'«Unione» tratto da: Il populismo russo, a cura di G. Migliardi, Franco Angeli, Milano, 1985, pp. 269-270)

#### L'origine e lo sviluppo
L'interesse per il Nuovo Mondo si spense molto presto in Chalturin. Al principio della sua permanenza nella capitale, mentre era in cerca di un impiego fisso, aveva incontrato fortuitamente un suo ex insegnante della scuola di Vjatka, Vasilij Gavrilovič Kotelnikov. Grazie a lui ottenne un posto presso le officine meccaniche dei fratelli Toporkov, e fu introdotto negli ambienti populisti. In quale circolo di preciso sia entrato non si sa, ma di certo si avvicinò sia agli anarchici che ai lavristi. Così, quando da casa gli fu spedito il passaporto, Chalturin, pur potendo emigrare, non partì, ormai tutto assorto nel duplice impegno di fare propaganda presso i compagni operai e, al contempo, di fruire della propaganda altrui, scopo per il quale «frequentava volentieri gli studenti [...] , prendendo da loro ogni genere di informazione e dei libri a prestito».
L'opera di proselitismo di Chalturin subì un'improvvisa accelerazione subito dopo essere stato assunto, il 4 marzo 1876, dalle officine Aleksandr, di proprietà della Società delle ferrovie russe (ora «Impianto elettrico Oktjabr'skij», leader nel settore della manutenzione dei treni ad alta velocità), un grosso stabilimento che gli permise di entrare in relazione con un numero più consistente di operai e, attraverso loro, di raggiungerne tanti altri. Dopo il lavoro, era infatti solito spostarsi nei vari quartieri industriali di San Pietroburgo, specialmente il Nevskij, situato a sud-est della città e che comprende le due barriere della Neva e di Nerva, il Vyborg, a nord, e l'Isola Vasilevskij, per incontrare gli operai nei vari luoghi di ritrovo. Una simile attività, condotta con assoluta abnegazione e senza risparmio di energie, gli valse l'immediato rispetto dei compagni, che egli voleva trascinare nella battaglia sindacale. Entro la fine dell'anno era già noto come uno dei più dinamici propagandisti e aveva avviato rapporti con quasi tutti i futuri organizzatori dell'Unione: Aleksej Peterson (1851-1919), Karl Ivanajnen (1857-1887), Nikolaj S. Obručnikov (1857-dopo 1883), Stepan A. Šmidt (1853-1899), Semën Kuz'mič Volkov (1845-dopo 1917), Dmitrij N. Smirnov (1847-1903?), Anton E. Gorodničij (1848-1917), Pëtr Moiseenko (1852-1923), Andrej Presnjakov (1856-1880) e Viktor Obnorskij (1851-1919).

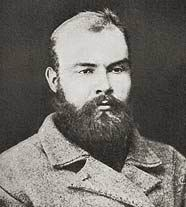
Viktor Obnorskij

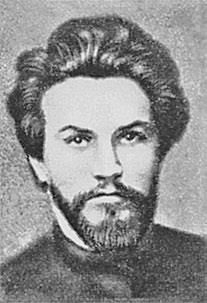
Aleksej Peterson

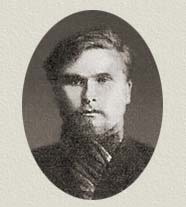
Karl Ivanajnen

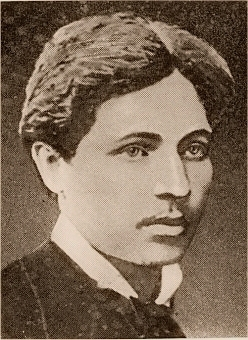
Andrej Presnjakov

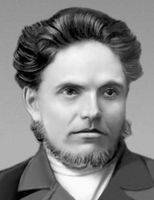
Pëtr Moiseenko

Notevole è la figura di Viktor Obnorskij, uomo di grandi virtù organizzative e d'insaziabile curiosità intellettuale. Aveva dovuto cominciare a lavorare presto, provenendo da una famiglia povera, e la sua istruzione fu all'inizio limitata. Divenuto fabbro e meccanico, approdò a San Pietroburgo nel 1869 per fare l'operaio nei grandi opifici, quali l'officina delle munizioni e la Nobel. Nel 1872 partecipò alle riunioni tenute da Sinegub e si diede egli stesso alla propaganda. Prese parte all'organizzazione della biblioteca e diresse la cassa di mutuo soccorso. Per sfuggire agli arresti del '73, riparò a Odessa, conobbe Zaslavskij, il cui progetto di una Unione operaia meridionale, ispirato ai principi della socialdemocrazia tedesca, dovette influenzarlo. Clandestino, s'imbarcò come fuochista e visitò l'Europa. Fu a Londra, in Francia, e in Svizzera, luogo di confluenza degli esuli russi, dove si fermò più a lungo che altrove. Lavorò a Ginevra e a Zurigo, imparò il francese, e studiò il programma della Prima Internazionale, le Costituzioni dei paesi democratici, i partiti politici operai, desideroso di apprendere dalle differenti esperienze. Nell'agosto del '74 era a San Pietroburgo, che lasciò presto per una ragione non chiara, e rivide l'anno seguente. L'incontro con Chalturin si fa risalire a poco prima della partenza per il secondo viaggio all'estero, avvenuto nel novembre del '76 e che sarebbe durato più di un anno.
Verso la fine del 1876, Chalturin divenne il responsabile della biblioteca. Dal 1872 era cresciuta e adesso vantava filiali in diversi punti della città, che occorreva coordinare e sorvegliare, in quanto centro collettore dei circoli operai. Indispensabile era anche tenere i rapporti con l'intelligencija  populista, che procurava gran parte del materiale, e lui era quello sempre in contatto con gli studenti.
Il movimento acquisiva dimensioni via via più ampie e i suoi dirigenti decisero che era tempo per i lavoratori di dichiarare pubblicamente la loro determinazione a lottare per la difesa dei propri interessi. Fu così concepita l'idea di una grande manifestazione e si chiese aiuto al gruppo di Natanson, la futura Zemlja i Volja. Tra gli elementi dell'intelligencija ci furono discussioni. C'erano gli scettici, che definivano prematura una dimostrazione in quel momento e che rimarcavano il rischio di esporre al pericolo di arresto i partecipanti, inevitabilmente pochi; e c'erano gli ottimisti, che sottolineavano il significato dell'evento nel suo essere un «precedente» che avrebbe agito da leva per ulteriori espressioni del dissenso. E fu questa impostazione della questione a prevalere.
Ma se il movimento operaio attirava nuove forze, ne perdeva per varie ragioni anche di importanti: a ottobre era arrestato Smirnov; a novembre Obnorskij era di nuovo in viaggio per l'Europa; Peterson, che dopo due anni di reclusione era stato rilasciato dalla fortezza lituana di San Pietroburgo, era sotto sorveglianza, come Ivanajnen, rimesso in libertà vigilata dalla fortezza Pietro e Paolo. Con tante involontarie defezioni, gli attivisti più impegnati nella preparazione della manifestazione furono: Chalturin, Presnjakov e Moiseenko, uno dei pochissimi tessili dell'Unione. La selezione della data cadde sul 6 (18) dicembre, giorno del calendario liturgico ortodosso in cui si commemora la morte di San Nicola taumaturgo, e di conseguenza lo scenario non poteva che essere la piazza della Cattedrale della Madonna di Kazan', poiché il progressivo convergere di persone nell'area, non sarebbe parso sospetto ai gendarmi, trattandosi evidentemente di fedeli venuti per assistere al rito religioso.
Nella riunione del 4 (16) dicembre, tenutasi nell'appartamento di Presnjakov, fu deciso di dare alla manifestazione anche una veste legale e si convenne di domandare al clero della chiesa i funerali religiosi per Pavel Černyšev, uno studente ammalatosi e morto di tisi a causa delle pessime condizioni igieniche in cui era stato detenuto per tre anni.
Nonostante la manifestazione fosse nata su iniziativa degli operai, la maggioranza dei circa trecento partecipanti fu composta da intellettuali e studenti, che s'erano presentati per averne sentito parlare. Dopo il breve discorso di Plechanov, cosa che rivelò le vere intenzioni del capannello di gente che lo circondava, la gendarmeria si diede al pestaggio indiscriminato, colpendo a caso coloro che nell'aspetto rientravano nello stereotipo del nichilista: uomini con i capelli lunghi, donne con i capelli corti, chi portava gli occhialini colorati, o una cappa sulle spalle, o i pantaloni negli stivali. Furono arrestate trentasei persone, che comparvero in giudizio tra il 18 e il 25 gennaio (30 gennaio-6 febbraio) 1877, e più di duecento operai, che si mostrarono solidali con i manifestanti nei giorni seguenti, furono espulsi dalla capitale.
Dopo il fallimento della dimostrazione, che aveva comunque avuta vasta risonanza e la simpatia dell'opinione pubblica, gli operai organizzati in quello che era il primo nucleo dell'Unione, risolsero d'incrementare la propaganda e, secondo uno schema che mirava a inquadrare masse sempre maggiori di lavoratori, si sparsero in diverse fabbriche. Chalturin fu tra i più mobili: la sua permanenza in uno stabilimento era piuttosto breve, tanto da fare dire a Kravčinskij (1852-1895), non senza esagerare, che in quattro anni a San Pietroburgo era stato assunto in una cinquantina di officine. A imporgli una simile condotta, era del resto anche un'altra considerazione. Nel 1877, per sottrarsi agli arresti, era divenuto un illegale, viveva cioè sotto falsa identità, ed era quindi giocoforza costretto a cambiare spesso documenti e lavoro.
Poco alla volta i circoli clandestini nei quali gli operai s'incontravano, discutevano e studiavano la questione sociale, crebbero di numero. Chalturin, in queste riunioni, leggeva la stampa periodica, e specialmente la rivista « Otečestvennye zapiski », per seguire i grandi mutamenti economici in corso nel paese, ma non mancava di esercitare l'innato senso critico che lo portava a dubitare dell'esattezza di ciò che era scritto sui giornali. A tal proposito, Plechanov ricorda che Chalturin un giorno decise che avrebbe verificato alcuni dati statistici ufficiali, ed elaborò una sorta di questionario che fece circolare nelle fabbriche. In breve tempo, analizzando le risposte alle mirate domande che aveva ideato, raccolse una marea di informazioni riguardo all'entità della popolazione operaia, i salari, l'orario medio delle prestazioni, le condizioni di sicurezza sul posto di lavoro, la frequenza delle multe comminate, ecc. Giunse perfino ad affermare di potere stabilire, con buona approssimazione, le entrate e le uscite di alcuni impianti, e quindi dimostrare lo squilibrio esistente tra gli stipendi erogati e la reale ricchezza prodotta dalla manodopera, e ciò senza considerare il salasso effettuato dalle multe, che rimettevano nelle tasche del capitalista percentuali di salario anche pari al 50%.
Il 7 (19) dicembre 1877 un'esplosione nell'officina delle munizioni, sita sull'Isola Vasilevskij, uccise sei operai e ne ferì molti altri. Chalturin, prontamente avvertito, corse in ospedale a visitare i feriti, e saputo che il medico di guardia, alla vista dei mutilati, aveva ordinato che fossero tolte le lenzuola pulite dai letti per evitare di sporcarle, gli fece le sue energiche rimostranze. Il risultato fu che il medico fece non solo marcia indietro, ma si persuase anche a concedere una stanza privata. Poiché l'incidente era il risultato della criminale direzione della fabbrica che mai aveva prestato ascolto ai ripetuti reclami degli operai, incentrati sulle condizioni di estrema insicurezza in cui erano obbligati a lavorare, il funerale dei sei uomini, due giorni dopo, fu l'occasione per inscenare una protesta. Chiamati a intervenire, gli zemlevol'cy non fecero mancare il loro sostegno. Al cimitero Smolensk, sotto gli occhi di un distaccamento di polizia, un ignoto operaio disse che si stavano seppellendo sei vittime della «paterna direzione della fabbrica». A queste parole, un gendarme minacciò d'arresto l'improvvisato oratore e si ritrovò circondato da un anello di lavoratori, mentre un altro gruppetto impediva alla polizia di avvicinarsi, così da permettere all'uomo di mettersi in salvo. E questo fu il più significativo evento che vide protagonista il movimento operaio nell'anno 1877.
Nel 1878 solo a San Pietroburgo ci furono sedici scioperi. Il più clamoroso fu quello al Nuovo Cotonificio sulla Neva, che fu scatenato dalla riduzione del salario in una giornata di lavoro ferma a tredici ore, durò dalla fine di febbraio al 20 marzo, e coinvolse circa duemila tessitori. Nella fabbrica già diversi operai erano stati sensibilizzati dalla propaganda, ma non avevano l'esperienza politica e organizzativa sufficiente a mobilitare i compagni in massa. Chalturin e Obnorskij — questi era rientrato nella capitale da poco più di un mese — vi inviarono come rinforzo Moiseenko, affinché aprisse un canale di comunicazione con l'Unione e riscaldasse gli animi. Anche Zemlja i Volja stabilì un contatto con il cotonificio, e quando il grosso degli operai si astenne dal lavoro, Plechanov e Popov (1851-1908) provarono a dirigere la protesta.
All'inizio i tessili, sicuri che le autorità sarebbero intervenute in loro favore per fare rispettare le vecchie regole, si erano rivolti alla polizia di quartiere, ma poi, davanti alla sua inerzia, avevano finito con l'incrociare le braccia. A quel punto comparve Plechanov, dichiarò agli operai di essere un avvocato, e avanzò la proposta di presentare una petizione allo zarevic, di cui si millantavano sentimenti di amicizia verso il popolo. Plechanov sapeva che in realtà l'erede al trono apparteneva alla fazione più conservatrice della corte e sperava che, quando la supplica si sarebbe risolta in un nulla di fatto, la fiducia quasi religiosa nella famiglia reale, tanto dura da intaccare, avrebbe cominciato a sgretolarsi.
Gli zemlevol'cy fecero anche inserire in una gazzetta di San Pietroburgo brevi cronache sull'evolversi dell'agitazione, in modo che gli operai avessero un'ulteriore conferma di non essere soli nella lotta, e raccolsero denaro bastante a sostenere le famiglie degli scioperanti.
La petizione non ebbe un riscontro positivo e non furono presi immediati provvedimenti contro i manifestanti in processione sotto le finestre del futuro Alessandro III. Tuttavia in aprile, Moiseenko, in quanto sobillatore, fu arrestato. Le autorità, facendo vaghe benché persuasive promesse, riuscirono a dividere il fronte dei lavoratori. Una parte tornò di propria iniziativa in fabbrica, e l'altra vi fu ricondotta con la forza. E comunque qualcheduna delle loro rivendicazioni a poco a poco venne soddisfatta.
Sull'onda del crescente malcontento, l'associazione di Chalturin e Obnorskij, composta in maggioranza da operai metallurgici, i più istruiti e coscienti sotto il profilo politico, decise che fosse giunta l'ora di ufficializzare l'esistenza, in seno alla classe operaia, di un'organizzazione svincolata dall'intelligencija populista, che occorreva preparare un documento programmatico e avere un organo di stampa del tutto autonomo.

#### Il manifesto programmatico e la caduta
Nell'agosto del 1878 Obnorskij andò per la terza volta all'estero, stavolta per acquistare una macchina tipografica che avrebbe assicurato all'Unione la completa indipendenza quando il giornale operaio sarebbe stato realizzato. Chalturin, che a causa della repressione seguita alle revolverate esplose da Vera Zasulič contro il generale Trepov, il 24 gennaio (5 febbraio) 1878, si era provvisoriamente allontanato da San Pietroburgo e adesso lavorava nella più grande officina meccanica di Nižnij Novgorod, la Sornovo-Bernadaki, rientrò nella capitale per tenere le fila del movimento operaio e, con il passaporto intestato a Stepan Baturin, si fece assumere nei cantieri navali del Nuovo Ammiragliato.
Da quel momento svolse una mole impressionante di lavoro organizzativo, in condizioni estremamente difficili, culminante con la pubblicazione del programma. Una bozza particolareggiata era stata redatta nei primi mesi dell'anno con Obnorskij, il quale nel corso dei suoi viaggi aveva studiato i documenti costitutivi dei partiti operai occidentali. Bisognava però che tutti gli associati dell'Unione ne prendessero visione. Ci furono riunioni preliminari in cui i lavoratori, poco alla volta, poterono incontrarsi e ragionare intorno al programma, ma si rese comunque indispensabile un confronto più largo.
Chalturin si mise all'opera e trovò sull'Isola Vasil'evskij un appartamento rispondente ai requisiti cospirativi, nel quale il programma fu discusso e approvato in due assemblee tenutesi, rispettivamente, il 23 e il 30 dicembre (4 e 11 gennaio), cioè durante le festività natalizie, così da giustificare la contemporanea presenza in uno stesso luogo di un numero insolitamente alto di persone.

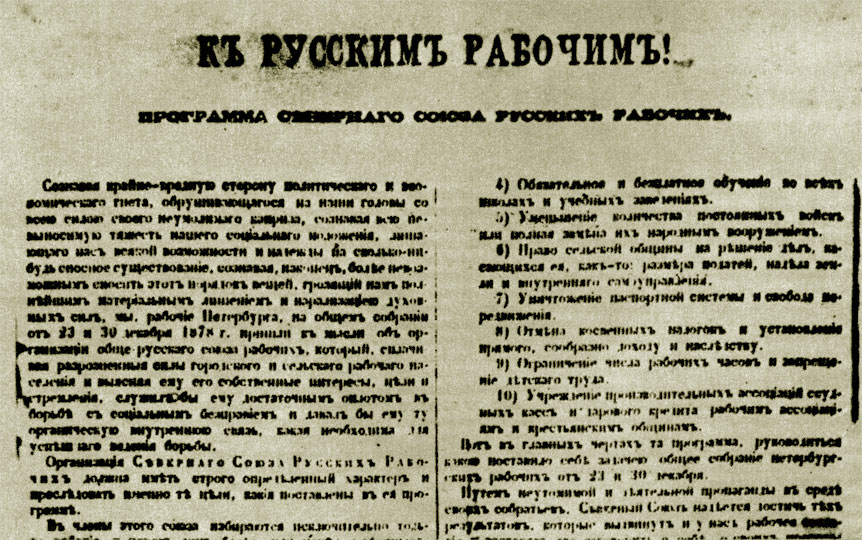
Il documento programmatico dell'«Unione» di Chalturin e Obnorskij. L'apertura è: Agli operai russi!

Il manifesto programmatico, che fu pubblicato il 12 (24) gennaio dalla «Libera tipografia di Pietroburgo», la stamperia clandestina di Zemlja i Volja, con l'ovvia eccezione della parte statutaria, riprende quasi per esteso il documento ratificato all'atto di fondazione del SAD (Sozialdemokratischen Arbeiiterpartei Deutschlands), il Partito Socialdemocratico Tedesco dei Lavoratori, l'8 agosto 1869, noto come programma di Eisenach.
Il programma, strutturato in dieci punti, contiene una serie di richieste di carattere liberale, accanto al fine ultimo dichiarato che è invece di natura chiaramente rivoluzionaria. Acquisita la consapevolezza «del lato estremamente nocivo del giogo politico ed economico che ci schiaccia con tutta la forza del suo capriccio inesorabile, [...] del peso insostenibile della nostra condizione sociale che ci toglie ogni possibilità di speranza in un'esistenza anche minimamente tollerabile», e rifiutando di continuare «a sostenere questo stato di cose che minaccia di ridurci alla più totale privazione materiale e alla paralisi delle nostre forze spirituali», i lavoratori riuniti nell'Unione si prefiggono di rovesciare l'ingiusto apparato dello Stato. In sua vece, essi auspicano «una libera federazione popolare di obščiny», fondata sull'autogoverno interno e sull'uguaglianza dei diritti, e l'instaurazione di nuovi rapporti economici di tipo socialista, che conducano all'emancipazione degli operai e dei contadini, garantendo ai primi il possesso degli strumenti e del prodotto del loro lavoro, e ai secondi, il possesso della terra in un sistema di gestione collettivistica dell'agricoltura.
Ma perché il rivolgimento politico ed economico possa attuarsi, occorre godere dei pieni diritti politici, il che implica le seguenti rivendicazioni: la concessione della libertà di parola, di stampa, di associazione, di riunione; l'abolizione della polizia segreta e dei processi per reati politici; l'istruzione elementare obbligatoria e gratuita; la diminuzione delle forze attive dell'esercito, e loro sostituzione con le milizie popolari; l'abrogazione delle imposte indirette, che penalizzano i più poveri, e introduzione di una tassazione diretta e progressiva in base al reddito; la cancellazione del sistema dei passaporti interni per potere circolare liberamente nel paese; la riduzione dell'orario di lavoro, e il divieto del lavoro minorile.
Rispetto al programma di Eisenach sono assenti gli accenni al suffragio universale e alla separazione tra Stato e Chiesa. Se la prima è una mancanza probabilmente risultante da una riflessione politica ancora acerba, la seconda non è tale, essendo la Chiesa, in Russia, lontana dagli affari dello Stato. Si può anzi dire che Chalturin e Obnorskij abbiano inteso nel loro manifesto fare passare il messaggio inverso, e cioè sollecitare il trasferimento del sentimento religioso, così forte nelle masse, dalla sfera spirituale a quella materiale, mettendo in evidenza la convergenza esistente tra i primi martiri cristiani e i lavoratori del presente, tutti uniti nella comune battaglia per il trionfo dei principi egualitari predicati da Gesù: «Ricordate quelli che furono i primi a rispondere alle grandi parole del Cristo, i primi a diffondere il suo insegnamento d'amore e di fratellanza che ha capovolto tutto il vecchio mondo? [...] Anche noi siamo chiamati ad essere apostoli del nuovo, ma in sostanza solo incompreso e dimenticato, insegnamento di Cristo. [...] Voi corrompete il mondo ci diranno, voi distruggete la famiglia, voi calpestate la proprietà e profanate la religione. No, risponderemo, non siamo noi a corrompere il mondo, ma voi; non noi la causa del male, ma voi. Noi cambieremo il mondo, rigenereremo la famiglia, sistemeremo la proprietà come deve essere e faremo risorgere il grande insegnamento di Cristo sulla fraternità e l'uguaglianza».
Nella sezione relativa allo statuto, era stabilito che i membri dell'Unione dovessero conoscere il programma e «l'essenziale della dottrina sociale», e dunque incarnare l'élite del proletariato. Trattandosi di un'associazione clandestina, per l'ammissione di ogni nuovo membro era domandata la garanzia di almeno due soci, e si minacciavano conseguenze in caso di grave sospetto di tradimento. Al vertice dell'Unione, con l'incarico di curare la biblioteca e di amministrare la cassa (era previsto che ciascun membro versasse periodicamente una somma da stabilirsi), fu posto un comitato direttivo composto da dieci operai. La biblioteca, che era aperta a chiunque ne facesse richiesta, sarebbe stata finanziata con libere donazioni e dalla cassa centrale. Il denaro in essa raccolto doveva inoltre coprire le spese di gestione dell'organizzazione, e sostenere gli scioperanti durante le vertenze sindacali.

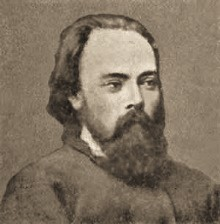
Dmitrij Klemenc

Il nº 4 di «Zemlja i Volja!» del 20 febbraio 1879, pubblicava un articolo critico del caporedattore Klemenc, il quale accusava il programma dell'Unione di avere ignorato le campagne, e di eclettismo nella commistione di rivendicazioni socialiste e liberali. Klemenc si diceva preoccupato anche dal peso eccessivo dato alle istanze riformiste, estrapolate pari pari dal «catechismo dei socialdemocratici tedeschi» che avrebbero forse indotto gli operai a rinunciare alle rivendicazioni radicali, pure presenti nella volontà dichiarata di abbattere la struttura politica ed economica della macchina statale.
Sul numero successivo di «Zemlja i Volja!» dell'8 aprile, comparve la lettera di risposta dell'Unione, con molta verosimiglianza scritta da Chalturin, essendo egli, in quanto unico autore del programma ancora in libertà dopo che Obnorskij era stato arrestato a gennaio, chiamato direttamente in causa.
Al rilievo principale mosso da Klemenc, sulla mescolanza di elementi rivoluzionari e costituzionali, la lettera risponde che quando si analizza un'idea occorre «badare solo alla sua logica interna e non stare a vedere da dove essa provenga». E questa logica è molto semplice. «Noi non abbiamo da mangiare, non sappiamo dove vivere — e perciò esigiamo nutrimento e case. A noi non insegnano nulla se non parolacce e a ubbidire al bastone — e perciò chiediamo venga abolito un sistema così primitivo di educazione. Ma sappiamo benissimo che le nostre rivendicazioni rimarranno tali se ce ne stiamo con le mani in mano a guardare commossi come i nostri governanti e gli altri padroni dispongono delle nostre vite, e riducono all'elemosina i fratelli delle campagne. Ecco perché ci uniamo e organizziamo». Non si può però negare che le libertà politiche siano desiderabili per proteggere l'organizzazione dei lavoratori «dall'arbitrio del potere», per condurre con criterio la propaganda, e il fatto che siano evocate dai liberali non ne sminuisce l'intrinseco valore. La differenza con i liberali, i «chiacchieroni», è, e sarà sempre, che le libertà politiche per l'Unione non sono il fine della lotta, bensì il mezzo, la «condizione importante per un esito positivo della rivoluzione».
Le osservazioni relative alle lacune sulla questione agraria sono invece ritenute giuste, e il portavoce dei lavoratori organizzati nell'Unione ammette che «troppo siamo stati influenzati dai diversi programmi dell'Occidente, ed ecco che, alla fin fine, non abbiamo dato che ben poco spazio alle campagne nel nostro programma», a completamento del quale sono da aggiungersi le seguenti rivendicazioni: «aumento degli apprezzamenti di terra in base alle necessità della famiglia, a spese delle terre libere e di quelle padronali»; la riscossione di tributi che siano destinati solo a soddisfare i bisogni dell'obščina contadina, e a creare scuole e istituti agrari.
Negli stessi giorni in cui la tipografia di Zemlja i Volja pubblicava il programma dell'Unione, seicento lavoratori del Nuovo cotonificio entravano in sciopero per chiedere il reintegro di quaranta colleghi licenziati per essersi lamentati dei bassi salari e delle multe. A dirigerlo, per conto dell'Unione, nelle vesti di uno dei dieci membri eletti del gruppo centrale, era ancora, a distanza di un anno, Moiseenko, che era tornato clandestinamente a San Pietroburgo, dopo essere fuggito dall'esilio. Lo sciopero durò una settimana e fu represso dal massiccio intervento della polizia che arrestò Moiseenko, due altri dirigenti dell'Unione, e diversi operai. In questa occasione si vide che il gruppo dirigente per come era stato concepito non poteva agire con la giusta tempestività, e difatti Chalturin dovette attendere due giorni per riunire i compagni, dispersi nei vari quartieri della capitale, e concordare il da farsi.
Nell'inverno 1878-1879 le agitazioni si intensificarono, e la reazione ricorse, per stroncarle, sempre più agli arresti e alle deportazioni. Zemlja i Volja e l'Unione stamparono manifesti per invitare alla resistenza, alla solidarietà tra le fabbriche, in caso di astensione dal lavoro di una qualsiasi di esse, perché l'isolamento recava danno all'operaio e favoriva il padrone, e a raccogliere denaro per gli scioperanti. Quest'ultimo appello fu confortato da un buon ascolto. Così, quando il proprietario della filiera König, fallite le trattative con le maestranze, licenziò tutti gli operai ribelli, questi furono assistiti economicamente dalle sottoscrizioni pubbliche, e aiutati a trovare un altro impiego.
Nei primi mesi del 1879 l'Unione raggiunse il suo massimo sviluppo. Dalla lettera inviata alla redazione di «Zemlja i Volja!», apprendiamo che gli affiliati ammontavano a circa duecento e che altrettanti erano i simpatizzanti. Ogni quartiere operaio di San Pietroburgo aveva il suo nucleo organizzato, che era in contatto con il centro, e si pianificava di estendere l'associazione al di fuori della capitale. Qualche tentativo era stato fatto, o era in procinto di esserlo, a Mosca, Kiev, Varsavia, e Gel'singfors (l'attuale Helsinki). Eppure l'Unione aveva subito gravi rovesci. L'attività di un agente provocatore, Nikolaj Rejnštein, aveva infatti portato il 17 (29) gennaio all'arresto di Obnorskij, seguito a febbraio da quello di Peterson e poi di parecchi altri.
Chalturin resisteva e lavorava al progetto del giornale. La stamperia, acquistata da Obnorskij a Ginevra dal gruppo del «Nabat» (Campana a stormo), facente capo al giacobino Tkačëv, era priva dei caratteri tipografici e Chalturin domandò aiuto a Plechanov, il quale, costretto a lasciare per un po' la capitale, lo avvicinò a Stepan Širjaev. Questi promise che avrebbe provveduto, e tuttavia, assorbito dalle questioni interne della fazione di «Zemlja i Volja» che stava allora preparando il passaggio al terrorismo, non poté mantenere fede alla parola data. E quando l'Unione riuscì — ultimo guizzo dopo il quale cessava di esistere — a comporre il foglio operaio, la «Rabočaja zarja» (Aurora operaia), ma non a pubblicarlo perché sequestrato dalla polizia nel marzo del 1880, Chalturin non era già da mesi alla sua guida.

### L'esplosione al Palazzo d'Inverno
Tra l'aprile e il luglio del 1879 Chalturin divise l'appartamento sull'isola Vasil'evskij — dov'erano siti i laboratori del Nuovo Ammiragliato — con Vasilij Afanas'evič Švecov, originario del governatorato di Vjatka, suo collega prima alle officine meccaniche Golubev e ora ai cantieri navali. Alla fine di giugno era stato selezionato con altri cinque artigiani per lavori di finitura allo yacht imperiale e per due settimane aveva vissuto sul natante senza mai scendervi. Al Nuovo Ammiragliato, che sapeva infiltrato dalle spie, Chalturin non fece propaganda, ma non poteva immaginare che Švecov, da lui introdotto nell'Unione, stava per tradire. La polizia segreta, già al corrente che il domicilio al Vasil'evskij era un ricettacolo di letteratura illegale e che uno degli inquilini era molto attivo nella distribuzione del materiale proibito, aveva avuto un abboccamento con Švecov, il quale s'era detto pronto a consegnare quel che restava dell'Unione dietro un congruo compenso. Il giorno successivo all'accordo, però, quelli di Zemlja i Volja, furono informati di tutto dal loro agente infiltrato alla Terza Sezione, Nikolaj Kletočnikov, e avvertirono Chalturin, che lasciò immediatamente l'appartamento e mise in salvo i compagni.
In quel lasso di tempo, nell'estate del '79, a un membro dell'Unione era stato offerto un impiego al Palazzo d'Inverno. Erano in corso lavori di restauro e c'era domanda di manodopera qualificata. L'uomo ne aveva riferito in seno all'organizzazione, ormai decimata dagli arresti, presente Chalturin, e qualcuno, scherzando, aveva detto che si poteva cogliere l'occasione e disfarsi dello zar. La celia produsse una viva impressione in Chalturin, che pregò gli amici di non parlarne in giro e dichiarò che qualora avesse ritenuto la cosa di una qualche utilità per la causa operaia, se ne sarebbe occupato personalmente.
Per lavorare a palazzo era necessaria la raccomandazione di qualche maestro di alto livello — meglio se ex soldato — impiegato nella falegnameria reale che contava un centinaio di operai fissi. Chalturin aveva nel mondo del lavoro di San Pietroburgo, e specialmente tra i falegnami, ampie relazioni, così dovendo anche procurarsi un nuovo alloggio dopo la fuga dall'isola Vasil'evskij, andò difilato nella locanda gestita da Vladimir Borzov, dov'era pensionante Grigorij Petrov, il cui figlio era carpentiere al Palazzo d'Inverno. La fama di eccellente ebanista che accompagnava Chalturin, era a sua volta nota a Petrov, che volentieri lo segnalò a un altro ebanista, l'ex soldato Roman Bundel, il quale lavorava nella residenza imperiale fin dal 1872 e godeva della piena fiducia dell'amministrazione del palazzo. Infine, Chalturin fu da Bundel presentato al maestro più anziano, Aleksandr Kozičev, che volle vedere un campione del suo lavoro per valutarne la qualità. Il giudizio del maestro fu evidentemente positivo se Chalturin il 24 agosto (5 settembre) 1879, con un passaporto intestato a Stepan Nikolaevič Batyškov, poté entrare nel Palazzo d'Inverno.
Fino a che L'Unione settentrionale era stata in grado di lavorare, Chalturin si era professato contrario al terrorismo per i tremendi contraccolpi che portava con sé. All'indomani del tentativo di Solov'ëv, si era lamentato con Plechanov:«Appena riusciamo a fare funzionare qualcosa — tac! Ecco che gli intellettuali saltano di nuovo fuori con un colpo. Se solo ci dessero un po' di tempo per rafforzarci!». Non aveva torto, ma era anche vero che il governo non aveva bisogno di espedienti per scatenare la repressione, come era stato fatto con il pacifico movimento dell'andata nel popolo. La nuova impennata negli arresti aveva nondimeno decimato l'Unione, che già aveva subito pesanti perdite in inverno, ogni attività s'era interrotta, e di tutto il suo immane lavoro organizzativo non restavano che pochi circoli sparsi per la capitale. E allora, in uno stato psicologico di grave frustrazione, non vide altra soluzione che il terrorismo per continuare ad agire, e cominciò a pensare seriamente al regicidio. La morte di Alessandro II gli parve l'unica soluzione per giungere al rapido possesso di quelle libertà politiche che, potendo mettere in moto il processo rivoluzionario, non sarebbero mai state concesse dal potere assoluto. Considerazione preliminare di un ragionamento così costruito, era l'intima persuasione che il principio autocratico, incarnato da Alessandro II, sarebbe morto con lui, perché l'assassinio avrebbe indebolito la fede del popolo nell'origine divina del potere imperiale e reso possibile la trasformazione democratica della Russia.

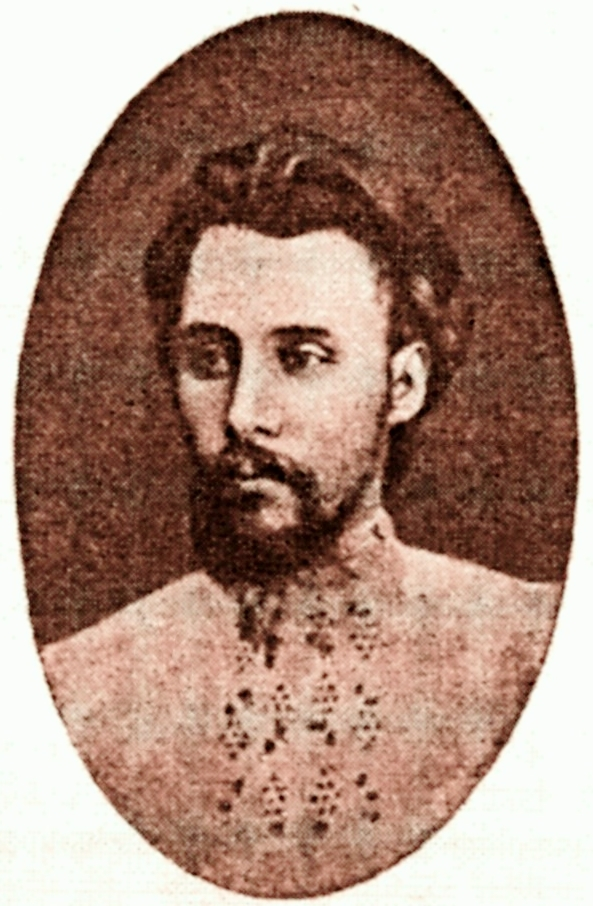
Aleksandr Kvjatkovskij

Una volta a palazzo, Chalturin fu alloggiato negli scantinati, proprio sotto il corpo di guardia dello zar, che era al piano terra, e la sala da pranzo dove il sovrano e la sua famiglia consumavano i pasti serali, che era al primo piano. L'idea che, minando il seminterrato, si sarebbe prodotta un'esplosione tale da uccidere il re mentre era a cena, prese allora forma nella mente di Chalturin, il quale decise di consultare in proposito i rivoluzionari e contattò Plechanov. Ad agosto c'era stata la scissione di Zemlja i Volja nella politica Narodnaja volja, pervenuta alle medesime conclusioni di Chalturin relativamente alla necessità di assassinare Alessandro II, e nella populistica Čërnyj peredel, che condannava questa strategia e aveva in Plechanov il suo leader. Questi provò a dissuadere Chalturin, opponendogli una serie di argomenti imperniati sul fatto che molto probabilmente la morte dello zar non avrebbe scatenato un'insurrezione popolare, ma quando tutte le sue esortazioni si mostrarono vane, aprì un canale con il Comitato esecutivo nella persona di Kvjatkovskij.
La decisione finale spettava ad Aleksandr Michajlov, il teorico delle tecniche cospirative di Narodnaja volja e suo capo effettivo. I due si incontrarono qualche volta e fecero amicizia. Un giorno che erano per strada, Chalturin restò sorpreso dalla frivolezza di Michajlov che sovente si voltava al passaggio delle belle signore, e il suo compagno dovette spiegargli essere quello il modo migliore di accertare, senza darlo a vedere, la presenza di eventuali spie alle spalle. Michajlov apprezzò quindi la serietà di Chalturin, la fermezza della sua volontà, comprese che di lui poteva fidarsi e diede il via libera alla sua impresa, per quanto la giudicasse superflua. Era in fase di preparazione un articolato attentato al treno imperiale, di ritorno dal Caucaso nella capitale, consistente nel minare tre tratti della linea ferroviaria, Odessa, Aleksandrovsk, e Mosca, così da interessare tutti i possibili itinerari, e se fosse riuscito, come pareva plausibile, l'iniziativa di Chalturin sarebbe caduta da sé. Tale era il pensiero di Michajlov che, in partenza per il tentativo di Mosca, incaricò Kvjatkovskij di tenere i rapporti con Chalturin e di fornirgli la dinamite. Del progetto, segretissimo, era informata la sola commissione amministrativa di Narodnaja Volja, formata, per l'appunto, da Michajlov e Kvjatkovskij, oltre che da Tichomirov.
La dinamite, un composto esplosivo fatto di nitroglicerina e magnesio, che Kvjatkovskij gli consegnava in piccoli pani, che avevano l'apparenza di una pasta nerastra e gelatinosa, Chalturin l'adagiava sul fondo di un cestello pieno di biancheria pulita e di camicie inamidate, quindi, tornato a palazzo, la riponeva all'interno del baule su cui dormiva.
In assenza dello zar imperavano a palazzo confusione, promiscuità e furti. C'erano feste senza autorizzazione, a ogni ora del giorno e della notte, visitatori estranei all'ambiente di corte che vi passavano la notte, servitori, funzionari e gendarmi che facevano quel che volevano e rubavano vergognosamente. Anche Chalturin dovette seguire la china per non destare scalpore, e sottrasse qualche attrezzo da lavoro, varie cibarie e, una volta che era stato mandato a lucidare la mobilia nell'ufficio privato dello zar, perfino un souvenir dalla scrivania, che mostrò a Kvjatkovskij a riprova del caos e della trascuratezza vigenti nella residenza reale, per poi rimetterlo al suo posto. In linea di massima Chalturin cercò di darsi l'aria del sempliciotto che veniva nella grande città dal villaggio, ma pare che la sua interpretazione del contadino ottuso fosse imperfetta, giacché fu visto spesso leggere un libro. Dopo l'esplosione, sebbene bruciacchiato, si scoprì che si trattava di una raccolta di romanzi e novelle di Voltaire, nell'edizione pubblicata negli anni '60 da Aleksandr A. Čerkesov, amico di Gerсen, e dei fratelli Nikolaj e Aleksandr Serno-Solov'evič.
Gli attentati ai treni fallirono. A Odessa i preparativi furono interrotti, quando fu chiaro che, a causa del cattivo tempo, l'imperatore non avrebbe preso la via del mare; a Aleksandrovsk, il 18 (30) novembre, l'esplosione non si produsse; il giorno seguente, a Mosca, fu invece fatto deragliare il treno della servitù, fortunatamente senza mietere vittime indesiderate, scambiato per il convoglio reale. L'impresa al Palazzo d'Inverno, divenne allora, di colpo, la grande speranza del partito, ma l'arresto alla fine del mese di Aleksandr Kvjatkovskij nel suo appartamento, rischiò di pregiudicarla. I gendarmi sequestrarono alcuni vasetti di vetro con la dinamite e cinque foglietti spiegazzati, che Kvjatkovskij non aveva avuto occasione di distruggere, due incompiuti e tre con l'esatta ubicazione dei locali al piano terra e al primo piano. La posizione dei soldati del Corpo di Guardia era segnata con un cerchietto e la camera da pranzo con una croce. Da certi particolari architettonici del misterioso disegno, gli investigatori indovinarono che si trattava del Palazzo d'Inverno e che gli schizzi erano stati fatti a memoria, da qualcuno cioè che era stato a palazzo.

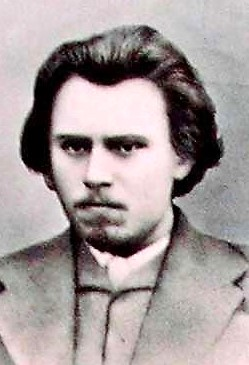
Andrej Željabov

Il nuovo agente di collegamento tra il comitato esecutivo e Chalturin fu Željabov. Dell'esistenza degli schizzi a matita in mano a Kvjatkovskij, Chalturin, che ne era l'autore, lo ragguagliò subito. Non si poteva sapere se Kvjatkovskij fosse riuscito a strapparli o meno, e in questo infausto caso, se la polizia segreta ne avesse compreso il reale significato. L'ipotesi peggiore fu presto confermata. A palazzo furono rafforzati i controlli e introdotte nuove disposizioni. Il personale di servizio e tutti i lavoranti ricevettero delle placche di rame, senza le quali non potevano né entrare né uscire dalla reggia, e le guardie iniziarono a fare perquisizioni a sorpresa. Una notte, nella camera in cui Chalturin dormiva con due operai e il sorvegliante dello scantinato, fu effettuato uno di questi improvvisi controlli. Tuttavia i gendarmi lo condussero in maniera scriteriata, con molto rumore e distrattamente, di modo che quando aprirono il baule, si accontentarono di smuovere le cianfrusaglie e la biancheria che erano in superficie e non guardarono il fondo. Chalturin, d'altra parte, s'era fatto amico il sorvegliante, Vasilij Petrockij, al quale aveva fatto credere che avrebbe sposato sua figlia, e questo può forse spiegare la poco accurata perquisizione della sua cassa.
L'irrigidimento delle misure di sicurezza costrinse Chalturin a nascondere il sacchetto di dinamite sul petto, a contatto con la pelle, poiché se il cestello non era più un nascondiglio fidato, ancora la guardia si accontentava di controllare le tasche del cappotto e non ispezionava i vestiti. Non sempre poi, data la presenza di altre persone nella sua stanza, poteva liberarsi del nocivo ingombro e doveva lasciarlo lì dov'era per ore, e la notte, tutt'al più, gli riusciva di riporlo sotto il cuscino, così i fumi tossici della nitroglicerina, con l'andare del tempo, gli causarono forti mal di testa, nausea e lacrimazione agli occhi.
La preoccupazione principale di Željabov, fin dal momento in cui aveva sostituito Kvjatkovskij, era stata quella di limitare il più possibile il numero delle vittime, e aveva perciò messo fretta a Chalturin che, a dispetto della tensione nervosa crescente e dei lancinanti mal di capo, inesorabilmente chiedeva altra dinamite. Quando però seppe della perquisizione, provò a convincere Chalturin che occorreva agire subito, prima di essere scoperto, ma quello non cedeva. Assicurava che le vittime ci sarebbero state di sicuro al piano terra, e sarebbero state tante, ma il punto era che se non si raggiungeva la sovrastante sala da pranzo, i morti sarebbero deceduti invano. Era quindi necessario produrre un'esplosione talmente potente da non lasciare scampo alcuno all'imperatore. Željabov convocò allora la commissione amministrativa, e fu chiesto a Nikolaj Kibal'čič, capo tecnico di Narodnaja volja, quale fosse il suo parere di esperto. Egli spiegò che, in base ai calcoli compiuti, puramente teorici e zeppi di incognite, come per esempio il reale spessore delle pareti, la quantità di dinamite consegnata a Chalturin, 80 libbre (quasi 37 kg), era sufficiente a interessare un'area pari a 480 metri quadrati, e quindi abbastanza da abbattere la sala da pranzo. Inoltre consigliò a Chalturin di sistemare il baule con l'esplosivo nell'angolo tra le due pareti e di forare la parte anteriore della cassa adiacente al muro, in modo che al momento dell'esplosione la dinamite, avendo una via di fuga già pronta, bruciasse con più forza e maggiore potenza distruttrice.
Dopo un'ultima consegna di un chilo di dinamite Chalturin disse a Željabov che non restava più ormai che aspettare il momento in cui all'ora di cena il seminterrato fosse vuoto, con gli operai o in libera uscita o al turno serale di lavoro, che era in aree riparate del palazzo. E Željabov dal 30 gennaio (11 febbraio), sulla piazza antistante il palazzo d'Inverno, ogni sera alla stessa ora attese che Chalturin, passandogli accanto, gli dicesse che il momento propizio s'era finalmente presentato.
La sera del 5 (17) febbraio Chalturin, con il pretesto di festeggiare il suo compleanno, portò i suoi compagni di stanza in una locanda, poi inventò una scusa, tornò a palazzo, accese la miccia a lenta combustione che gli avrebbe dato tempo venti minuti per mettersi in salvo, raggiunse Željabov sulla piazza, e gli annunciò l'imminente esplosione.
(Comunicato del Comitato esecutivo del 7 febbraio 1880 in Literatura partii «Narodnoj voli», Parigi, 1905, pp. 893-894)

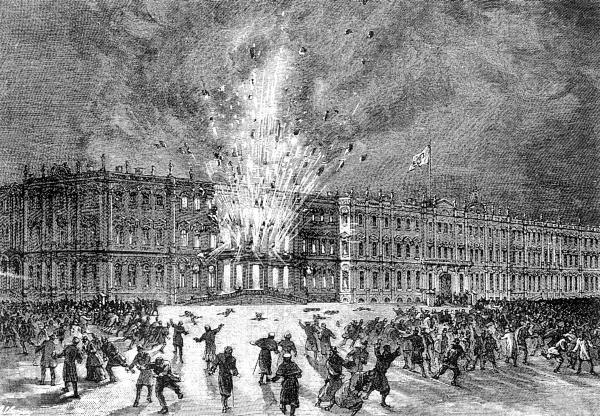
Illustrazione di ignoto dell'esplosione al Palazzo d'Inverno

Quella sera era ospite il principe Alessandro di Hessen-Darmstadt, cognato dello zar, ma poiché la neve aveva rallentato il treno su cui viaggiava, la cena era stata posticipata di mezz'ora e al momento dello scoppio nessun componente della famiglia reale si trovava nella sala da pranzo. Ci furono 11 morti, tutti soldati del reggimento della Guardia di Finlandia che avevano combattuto l'ultima guerra russo-turca, e 56 feriti, tra cui alcune persone di servizio. Benché nel suo comunicato di rivendicazione, Narodnaja volja dicesse che la carica era stata calcolata correttamente, in realtà le pareti dell'edificio progettato e costruito da Francesco Bartolomeo Rastrelli, si mostrarono molto più solide di quanto Kibalčič, che aveva studiato il palazzo sui libri, non avesse supposto. L'esplosione non fece che pochi danni nella sala da pranzo.
Dopo la detonazione Chalturin fu condotto da Željabov al № 37 della Bol'šaja Pod'jačeskaja, nell'appartamento gestito da Anna Jakimova e da Isaev, sede del laboratorio chimico di Narodnaja volja e, da quel momento, suo rifugio provvisorio. Era stanco e agitato. A tarda sera seppe da Kibalčič, che scriveva con uno pseudonimo sui giornali legali e aveva dunque facile accesso alle indiscrezioni della stampa, di avere mancato il bersaglio. La tensione che lo aveva sostenuto per cinque mesi lo abbandonò in un istante ed egli fu vinto dalla prostrazione. Nei giorni seguenti gli amici dovettero risollevarne il morale. Gli ricordarono che la notizia dell'esplosione aveva fatto il giro del mondo, suscitato sgomento e meraviglia, che, mentre le fondamenta del potere autocratico erano state scosse, poiché allo zar non era più consentito di sentirsi al sicuro neppure a casa propria, il Comitato esecutivo aveva diffuso il terrore nel campo nemico e seminato nell'opinione pubblica l'idea di essere una forza invincibile. Queste e consimili riflessioni aiutarono Stepan, poco alla volta, a emergere dallo stato depressivo in cui lo aveva fatto precipitare l'incresciosa costatazione di avere ucciso inutilmente delle persone.
La polizia risalì presto alla vera identità di Stepan Batyškov, l'ebanista scomparso la sera dell'atto terroristico, il quale altri non era che il ben noto fondatore dell'Unione settentrionale degli operai russi e, con il nome di Baturin, uno degli operai che avevano lavorato sullo yacht imperiale. Gli i nvestigatori misero insieme una biografia di Chalturin e stamparono una sua foto in migliaia di copie che distribuirono in tutto il paese.
La caccia all'uomo si rivelò infruttuosa, e i vertici della gendarmeria, forse per giustificare il mancato arresto di Chalturin, affermarono che l'uomo era fuggito in Romania, dov'era in esilio Lev Dejč, e poi a Londra da Lavrov, per ricevere finanziamenti in vista di ulteriori azioni terroristiche.
A Chalevinskaja la famiglia di Chalturin sarà perseguitata dalla polizia e isolata dalle altre famiglie contadine, che temevano la caduta in disgrazia dell'intero villaggio. I fratelli, increduli nell'apprendere che Stepan era coinvolto in vicende eversive, ma incoraggiati dalle notizie che lo davano all'estero, penseranno che era o sarebbe senz'altro andato in America, e con questa consolazione morirà la madre,

### A Mosca e a Odessa
La salute di Chalturin nel periodo della sua permanenza al Palazzo d'Inverno s'era deteriorata. In inverno aveva contratto la tubercolosi, che in primavera peggiorò. A quel tempo Narodnaja volja aveva predisposto il suo trasferimento a Mosca, dato che San Pietroburgo era divenuta troppo pericolosa per lui.
A Mosca Chalturin fu affidato, in condizioni che facevano temere per la sua vita, a una famiglia di lavoratori, legata ai rivoluzionari, che lo curò e gli fece recuperare entro l'estate una forma fisica accettabile. Di nuovo in grado di muoversi, riprese la sua attività tra gli operai e stabilì relazioni con le officine principali.
Il 1°(13) marzo 1881 non scatenò la rivoluzione e non creò scompiglio nel governo, ma privò il Comitato esecutivo dei suoi dirigenti migliori. Chalturin fu amareggiato dal mancato rivolgimento politico e sociale, che avrebbe dovuto scaturire dalla morte del sovrano, e che era costata al partito un prezzo altissimo. Tuttavia, ritenendo che non per questo le ragioni della lotta fossero venute meno, volle continuare a combattere l'autocrazia.
Narodnaja volja aveva a Mosca il suo gruppo di lavoro, creato all'inizio del 1880 da Aleksandr Michajlov e poi diretto da Pëtr Tellalov (1857-1887). Quando a luglio Chalturin fu ammesso nei ranghi del Comitato esecutivo, sostituì Tellalov — richiamato a San Pietroburgo — a capo dell'organizzazione moscovita. Sotto la sua guida essa crebbe, fino ad annoverare una trentina di circoli operai e un centinaio di affiliati. Coadiuvato da tre collaboratori, si dedicò anche alla composizione del foglio operaio «Rabočaja gazeta» (La gazzetta operaia), che Željabov aveva fondato a San Pietroburgo nel dicembre 1880 e di cui erano usciti solo due numeri, a distanza di un mese l'uno dall'altro, avendone il Comitato esecutivo disposto il trasferimento a Mosca con la tipografia al seguito. Verso la fine del 1881 fu stampato il terzo numero del giornale, e contemporaneamente il Comitato esecutivo inviò Chalturin a Odessa.
Il procuratore militare di Kiev, maggiore generale Vasilij Stepanovič Strel'nikov (1838-1882), nell'autunno del 1881, era stato nominato da Alessandro III sovrintendente alle indagini per i crimini politici nel sud dell'Impero, in virtù dell'impagabile zelo profuso nella lotta alla sedizione fin dal 1879, all'epoca del processo contro Osinskij. Kravčinskij lo aveva soprannominato il «Torquemada del dispotismo», e infatti aveva fama d'essere un crudele inquisitore. Il suo motto era: «Meglio prendere nove innocenti che lasciarsi scappare l'unico colpevole». Arresti indiscriminati a iosa di studenti, lavoratori, gente qualsiasi, avevano riempito le carceri di Kiev e Odessa. Per aumentare il numero dei processi e quando le inchieste languivano, estorceva le informazioni con minacce e lusinghe, e in assenza di risultati apprezzabili non esitava a estendere le intimidazioni alle famiglie degli imputati, a fabbricare false prove, a infliggere torture e lunghe detenzioni preventive in totale isolamento. Infine, alla sua criminale condiscendenza era attribuita la maggiore responsabilità per l'ondata di pogrom che aveva devastato la Russia meridionale dopo il 1º marzo.

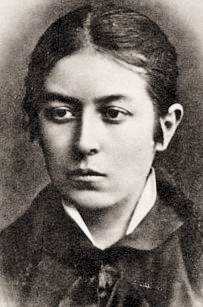
Vera Figner

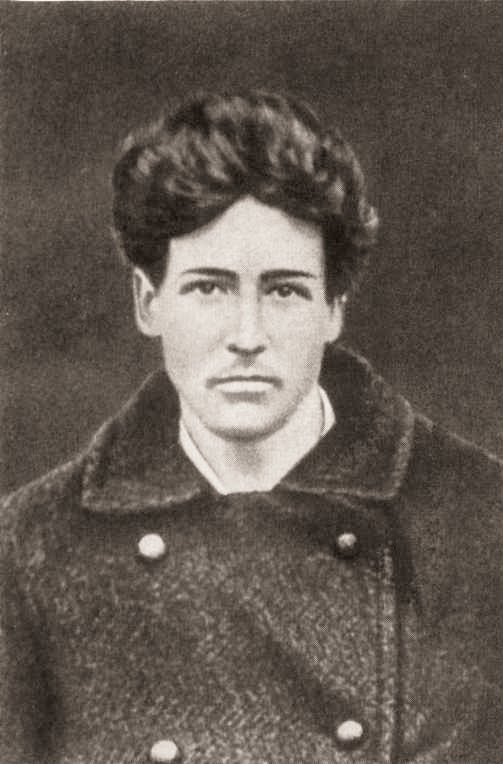
Nikolaj Želvakov

Per l'insieme di queste ragioni il Comitato esecutivo aveva approvato la proposta avanzata da Vera Figner, rappresentante nel Sud di Narodnaja volja, di giustiziare il procuratore Strel'nikov e di colpirlo a Odessa, dove stava allestendo un nuovo processo con decine di imputati, molti dei quali completamente estranei al movimento rivoluzionario, piuttosto che a Kiev, sua sede principale, dove avrebbe goduto di una protezione più accorta. La Figner era tornata quindi a Odessa, aveva raccolto tutte le informazioni che poté sulle abitudini quotidiane di Strel'nikov, e ne aveva riferito al comitato che incaricò Chalturin e Nikolaj Želvakov (1860/61-1882) di eseguire la sentenza.
Chalturin, che era già stato qualche settimana a Odessa durante il soggiorno moscovita per rivedere Karl Ivanajnen, suo vecchio compagno nell'Unione, e Nikolaj Bitkin (1852-?), un propagandista assolto al processo dei 193 con cui aveva lavorato alle officine Sornovo-Bernadaki di Nižnij Novgorod nel 1878, vi tornò il 31 dicembre 1881 (12 gennaio 1882) su decisione del Comitato esecutivo. La Figner gli consegnò il fascicolo su Strel'nikov e insieme definirono un piano d'azione. Želvakov, trattenuto altrove, non era comparso e Chalturin si preparò ad agire da solo, quando improvvisamente Strel'nikov rientrò a Kiev. Nell'attesa che il procuratore rimettesse piede a Odessa, Chalturin ne approfittò per lavorare a un progetto di statuto per i gruppi operai della zona e alla redazione di un proclama, ma si fece presto anche prendere dalla smania di finirla con Strel'nikov, e la Figner dovette convincerlo a desistere dal proposito di andare a Kiev allo sbaraglio. Frattanto da fonti certe la Figner apprendeva che al processo dei 20 qualcuno stava tradendo, e ciò significava che la sua posizione in città era compromessa, ragion per cui nel giro di pochi giorni si mise in viaggio per Mosca.
La sua partenza coincise con l'arrivo a Odessa di Želvakov. Questo giovane, originario come Chalturin del governatorato di Vjatka, aveva frequentato l'università a San Pietroburgo e i circoli studenteschi, dove aveva avuto modo di conoscere sia Željabov che la Perovskaja. Il 3 (15) aprile 1881 aveva assistito all'esecuzione dei cinque pervomartovcy e ne aveva ricevuto un'impressione così dolorosa da abbandonare gli studi e decidere di votarsi integralmente alla rivoluzione. Chalturin e Želvakov, molto probabilmente, s'erano conosciuti già a Mosca, giacché l'ex studente universitario vi aveva svolto attività propagandistica tra gli operai nell'autunno dell'81. Ora ebbero modo di familiarizzare con il piano che si accingevano a eseguire, per quanto Želvakov il 2 (14) marzo era a Kursk, il 14 (26) a Nikolaev e il 16 (28), di nuovo a Odessa.
Due giorni dopo, il 18 (30), intorno alle 04:00 pm., il maggiore generale Strel'nikov, conclusa la cena al ristorante francese Royale, si recò per la sua solita passeggiata al viale Nikolaev (oggi Primorskij boulevard), e si accomodò su una panchina con vista sul mare. Il suo aiutante, in abiti civili, sedeva qualche metro più in là. Verso le 05.00 pm., Želvakov gli si avvicinò da dietro e gli sparò un colpo a bruciapelo dal lato destro del collo, in testa, per essere sicuro di uccidere, essendo voce diffusa che Strel'nikov indossasse, per tutelarsi dalle aggressioni armate, un corpetto in maglia di ferro. Il procuratore morì qualche minuto dopo.
Želvakov si precipitò giù per una ripida e stretta discesa, in fondo alla quale c'era in attesa Chalturin, alla guida di un cabriolet, ma le grida dell'aiutante di Strel'nikov, che s'era messo a rincorrere l'attentatore, attirarono gente anche vicino al calessino. Perduta la via di fuga, Chalturin impugnò la sua pistola e scese dal cabriolet per raggiungere l'amico e tagliare insieme per qualche altra strada, ma qualcuno lo fece inciampare. Scorgendo attorno a sé parecchi operai, gridò che lo lasciassero andare, che era un socialista e stava lottando per tutti loro. Nessuno lo aiutò. Che cosa fosse successo non era chiaro, c'era persino chi diceva che la vittima era una donna uccisa da uno di quei giovani, e così Chalturin fu immobilizzato e poi consegnato a un agente, intanto accorso, che gli legò stretti i polsi. Želvakov, il quale s'era difeso a colpi di rivoltella e aveva lievemente ferito due inseguitori, veduta la terribile scena, imboccò una strada laterale, svuotò il caricatore, estrasse il pugnale, ma alla fine gli mancarono le forze, fu raggiunto e anche lui catturato. Qualche ora dopo, quando la notizia della morte dell'odiato procuratore era di dominio pubblico, in una città sempre più simile a una fortezza militare, pattugliata da squadre di soldati a piedi e a cavallo, alcuni di quelli che avevano partecipato alla cattura dei due attentatori si dichiaravano pentiti e già li chiamavano eroi.
Condotti prima alla stazione di polizia e poi in prigione Chalturin e Želvakov si identificarono rispettivamente l'uno come il cittadino di Tiflis Konstantin Stepanov, di 31 anni, e l'altro come il nobile Nikolaj Kosogorskij, di 21 anni. Chalturin aveva con sé un revolver, un pugnale, i documenti su cui aveva lavorato, cioè il manoscritto dello statuto dei lavoratori odessiti e i proclami, circa 60 rubli; Želvakov, due pistole, due pugnali, una copia di «Narodnaja Volja», e un centinaio di rubli.
Nel corso dell'interrogatorio Želvakov riconobbe l'appartenenza a Narodnaja volja, disse di avere ucciso su ordine del Comitato esecutivo, e che Strel'nikov provava un tale piacere a essere crudele da poterne attribuire la malvagità più alla natura dell'uomo che alla professione di procuratore militare. Chalturin nella sua deposizione, dovendo giustificare il materiale che aveva addosso, fu abile a legare la morte di Strel'nikov alla questione del proletariato sfruttato e senza diritti, e affermò di essere venuto a Odessa proprio per organizzare il movimento operaio, di avere incontrato una barriera insuperabile nella politica repressiva del procuratore e di avere perciò chiesto al Comitato esecutivo di essere trasferito. Ma il partito aveva ingiunto di rimuovere l'ostacolo. Infine, essendo dai primi accertamenti risultato che Chalturin — ossia Stepanov — aveva acquistato il calesse e il cavallo con qualcuno che dalla descrizione non corrispondeva a Želvakov, — ossia Kosogorskij — gli fu chiesto di fosse mai quest'altro complice, ma egli non rispose.
La sera del 18 marzo Iosif Gurko, dal 9 gennaio governatore di Odessa, telegrafò a San Pietroburgo al ministro degli Affari interni, conte Ignat'ev (1832-1908), per comunicare l'avvenuto assassinio del procuratore Strel'nikov. Il ministro informò a sua volta Alessandro III, il quale, dalla reggia di Gatčina dove viveva per timore di subire lo stesso destino del padre, fece pervenire al conte la sua ferma volontà che i due criminali fossero subito processati e, nel volgere di ventiquattr'ore, impiccati.

### L'esecuzione

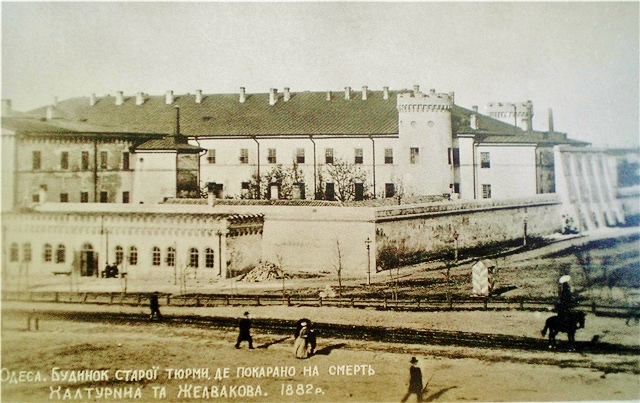
La prigione in cui furono giustiziati Chalturin e Želvakov

Nella notte tra il 20 e il 21 marzo (1° e 2 aprile) il tribunale militare, frettolosamente riunito per dare una facciata legale a un processo inesistente, condannò all'impiccagione i due imputati. Se emettere la pena di morte era stata una formalità, applicare la sentenza, nei ristretti limiti di tempo concessi dallo zar, si rivelò più complicato. Non potendo convocare in poche ore Ivan Frolov, il boia ufficiale dell'impero che viveva nei pressi di Mosca, Gurko pensò di trovare tra i prigionieri qualcuno disposto a fare le veci del carnefice. Ma esclamazioni di giubilo s'erano levate dalle finestre delle celle alla notizia, che doveva restare segreta e s'era invece propagata, dell'uccisione di Strel'nikov, di modo che la proposta di giustiziare gli autori del delitto, sebbene resa più appetibile da promesse di benefici e compensi monetari, fu accolta da una ridda di rifiuti. Alla fine comunque un volontario si fece avanti.
Alle 05:00 a.m. del 22 marzo (3 aprile) i due condannati, senza essere stati identificati, furono condotti al patibolo, eretto all'interno della cinta perimetrale della prigione. Erano presenti le massime autorità militari e civili, e il direttore del «Novorossijsk Telegraf». Želvakov salì per primo i gradini. Li contò e spavaldo esclamò: «Quattordici, quanto siamo in alto!». Il suo atteggiamento comunicava «un'energia tranquilla e una grande forza di volontà». Chalturin, che era debole per la tisi, dovette essere sorretto. Entrambi rifiutarono il conforto della religione e non baciarono la croce. Prima di morire Želvakov gridò: «Sarò impiccato, ma ne verranno altri! Non potete impiccarci tutti. Presto si arriverà alla fine e allora niente vi salverà!».
Želvakov ebbe la fortuna di morire presto, non così Chalturin. Il boia improvvisato aveva bevuto per farsi coraggio e questo accentuò la sua imperizia. Dovette correggere ripetutamente il cappio intorno al collo di Chalturin, che soffrì a lungo prima di spirare. Il capo della polizia si voltò dall'altra parte per non vedere le sue convulsioni, e l'ufficiale che aveva curato la procedura dell'esecuzione svenne.
Il 23 marzo (4 aprile) Nikolaj Bitkin confessò di avere conosciuto Stepanov nel 1878 a Nižnij Novgorod quando il suo nome era Stepan Korolev, e di averlo rivisto a Odessa nell'estate del 1880, quando si faceva chiamare Aleksandr Vasil'evič, e all'inizio del 1881. Quindi aggiunse che da certi dettagli aveva intuito che il Korolev di Nižnij Novgorod fosse lo stesso falegname Batyškov del Palazzo d'Inverno, di averne espressamente parlato con lui durante la sua ultima visita a Odessa, e che questi, pur non fornendo nuovi particolari, aveva fatto implicite ammissioni. La polizia segreta già sapeva che Batyškov era Chalturin e poteva annunciare la sua morte al ministro Ignat'ev. Questi riferì immediatamente allo zar la sensazionale e inattesa notizia, in una particolareggiata relazione scritta. A margine del nome «Stepan Chalturin», sottolineato, Alessandro III vergò: «Era ora che ci sbarazzassimo di lui».

### Un ritratto di Chalturin

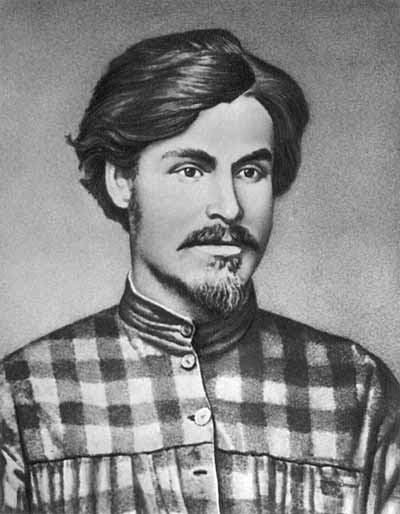
Stepan Chalturin nel 1876

Kravčinskij, che conobbe Chalturin poco dopo il suo arrivo a San Pietroburgo, ci ha lasciato di lui una descrizione molto vivida: «Egli era un operaio affascinante, perspicace, nervoso e al tempo stesso gentile. Un pittore, se lo avesse incontrato per la strada, si sarebbe fermato davanti a lui, perché era difficile trovare un esempio più perfetto di bellezza maschile. Alto di statura, spalle larghe, con il corpo flessuoso come quello di un cavaliere cosacco, era un modello degno di Alcibiade. I lineamenti del viso erano incredibilmente regolari: fronte alta e liscia, labbra sottili, mento volitivo coperto da un pizzetto bruno. Tutto il suo aspetto esprimeva la forza, la salute, l'intelligenza, e nei suoi bellissimi occhi scuri, brillavano l'ironia e la malinconia. La bella carnagione rubiconda, che donava più luminosità alla folta capigliatura, un anno dopo era impossibile da indovinare, divenuta di un pallore mortale».
Il tratto fondamentale dell'indole di Stepan era la «ricchezza d'immaginazione attiva». Ogni fatto o evento agiva fortemente sulla sua immaginazione e generava un «turbinio di pensieri e di sentimenti» che si traduceva in una serie di piani e progetti. Mente critica ed elastica, dall'ampia visione del mondo, si era dotato di una grande erudizione, riuscendo a possedere, già a vent'anni, «una conoscenza delle scienze storiche e sociali, non di molto inferiore a quella degli studenti socialisti e, ad alcuni di loro, nettamente superiore».
Lo studio delle scienze sociali era in Chalturin finalizzato a dare soluzioni a quella che per lui era la questione fondamentale: lo sviluppo del movimento operaio russo. Contrariamente ai populisti che credevano nella rivoluzione contadina, Chalturin, occidentalista accanito, vedeva nell'operaio un rivoluzionario più autentico del lavoratore della campagna, consegnato al socialismo dalla vita stessa della fabbrica. I rapporti tra l'intelligencija populista e gli operai rivoluzionari non furono quindi sempre facili. L'una «vedeva l'assieme del problema della rivoluzione in Russia, insisteva sul legame tra l'emancipazione contadina e quella operaia», e voleva di conseguenza dirigere le fabbriche; i secondi, che con uno sforzo individuale s'erano affrancati dalla secolare ignoranza, si sentivano pronti a fare da sé i propri interessi, senza attendere il risveglio delle campagne. Anche Chalturin fu per un certo periodo insofferente verso gli intellettuali, colpevoli di dare poca fiducia all'operaio, quasi fosse necessariamente un povero diavolo dalle capacità limitate cui si dovesse indicare il cammino. Con gli anni però il suo antagonismo con i populisti si attenuò, per poi scomparire. Era da loro che aveva imparato a padroneggiare la complessità delle norme cospirative, era a loro che su tante questioni aveva dovuto chiedere aiuto, e furono loro, infine, quando l'Unione fu distrutta, a riprendere con spirito rivoluzionario potente e indomito, la sua battaglia per le libertà politiche.
L'autorità di Chalturin tra gli operai fu grandissima. «Li curava come un'amorevole balia, — scrive Plechanov — li istruiva, cercava per loro dei libri, un lavoro, riappacificava coloro che litigavano, sgridava i colpevoli. I compagni l'amavano molto. Lui lo sapeva e li ripagava d'un amore anche maggiore. [...] Il segreto dell'enorme influenza di quella che può essere chiamata la dittatura di Stepan, consisteva nell'instancabile attenzione che dedicava a ogni singola cosa». La dedizione di Chalturin all'organizzazione operaia è riconosciuta anche da Tichomirov che, scrivendo i suoi ricordi di lui dopo essersi votato alla fede monarchica, non era certo animato da intenti adulatori. Lo dipinge ininterrottamente a disposizione dei compagni, come una persona sulla quale si poteva contare e che non si sarebbe mai tirata indietro di fronte alle difficoltà.
Chalturin era un tipo taciturno, non amava le discussioni, e per avvicinarsi veramente a lui, l'unico modo era lavorarci assieme. Anche nelle riunioni prendeva raramente la parola, ma se lo faceva condensava in poche frasi tutta l'essenza della questione dibattuta, e in termini così sensati e convincenti, che la sua parola era spesso l'ultima.
Finché fu legale visse sempre da solo. Disinteressato a quanto esulava dalla causa, era indifferente agli agi, vestiva modestamente e nella stessa foggia, felice di dare una quota ragguardevole dei suoi guadagni all'organizzazione operaia che era la sua vita. Ma i drammi e le delusioni della lotta influirono sulla sua natura sensibile, che alla lunga s'incupì e si fece disperata, dilaniata com'era tra la volontà terroristica, che era ansia d'azione immediata, e la vocazione sindacalista, che però gli era impossibile assecondare in un paese senza diritti.

### La fama dopo la Rivoluzione

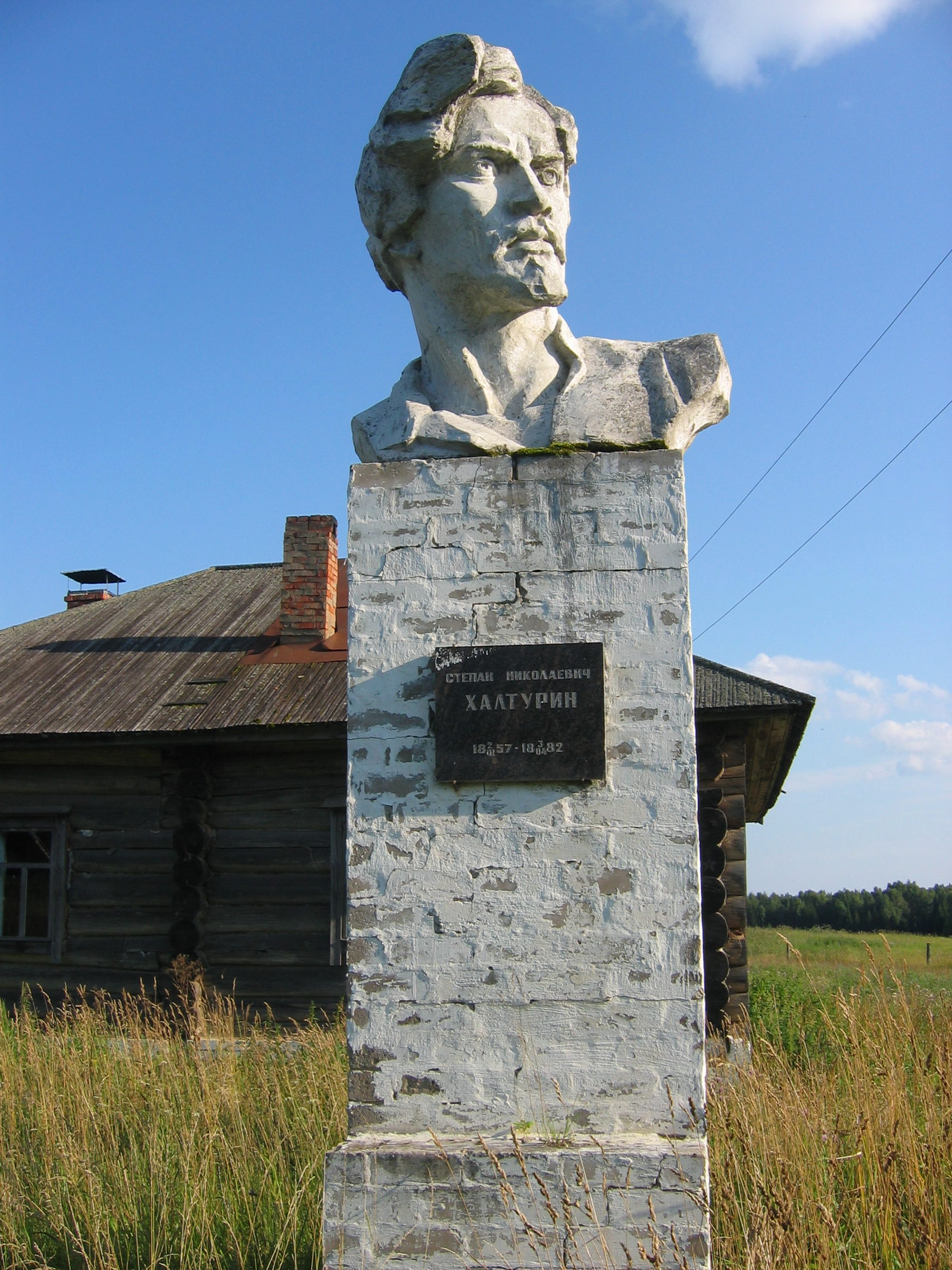
Il busto di Chalturin a Verchnie Žuravli (Orlov) distrutto nel 2010

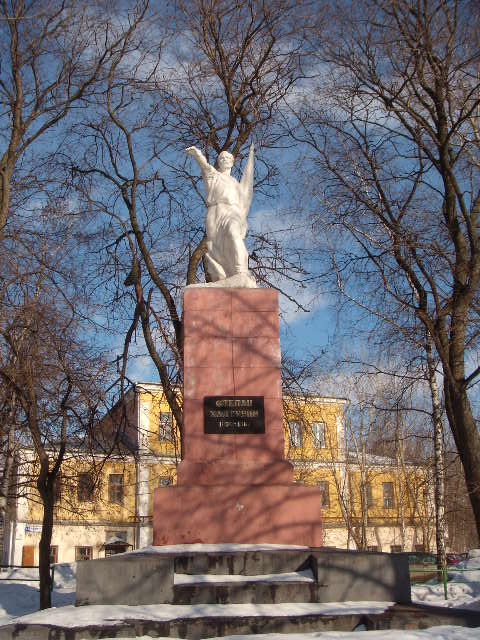
Il monumento di Chalturin a Kirov

Lenin ha più volte ricordato, facendo la storia delle origini del movimento rivoluzionario russo, la figura di Stepan Chalturin. Lo considerava il più grande tra gli operai, ideologicamente maturi, che negli anni '70 del XIX secolo si erano battuti con coraggio per strappare all'autocrazia le libertà politiche. Nel suo studio al Cremlino, aveva accanto a un ritratto di Marx anche un altorilievo di Chalturin, dono del grande artista cubista Natan Al'tman, tanto nota era l'ammirazione del leader bolscevico per il principale organizzatore dell'Unione settentrionale degli operai russi.
Il giudizio encomiastico di Lenin costruì la gloria di Chalturin in età sovietica, e egli divenne una sorta di venerata icona. Con il crollo dell'URSS, si è invece assistito al fenomeno inverso: da eroe della classe operaia che ha sacrificato la vita nell'impari lotta contro lo sfruttamento economico del capitalismo e la tirannide, è passato a essere solo un sanguinario terrorista. Così, per esempio, nel suo villaggio natale è stato demolito nel 2010 un busto che lo ritraeva, e molte strade che avevano preso il suo nome, in Russia, Ucraina, Bielorussia e Kazakistan, sono state rinominate.
- Dal 1923 al 1992 la città di Orlov si è chiamata Chalturin.
- In sua memoria è stato eretto a Kirov un monumento ritenuto ancora oggi di grande valore culturale per la città. Fu inaugurato il 7 novembre 1923, in occasione dell'anniversario della rivoluzione, ed è opera dello scultore Nikolaj Šil'nikov (1893-?). Il simulacro di Chalturin, che è raffigurato in piedi, con la bandiera nella mano sinistra e la destra protesa in avanti, è alto 2,7 m., e poggia su un piedistallo di m. 5,5.
- Nel 1925 il regista Aleksandr Ivanovskij, su sceneggiatura dello storico Pavel Ščëgolev (1877-1931), ha diretto il film Stepan Chalturin, con il trentottenne Aleksandr Nikolaevič Morozov (1887-1951) nel ruolo del giovane protagonista. Il film non ebbe un grande successo né di critica né di pubblico.[103]